# Mijaíl Grómov
Mijaíl Leonídovich Grómov (transliteración del nombre cirílico ruso Михаил Леонидович Громов (23 de diciembre de 1943, también conocido como Mikhael Gromov, Michael Grómov, o Misha Grómov) es un matemático franco-ruso conocido por sus importantes contribuciones en diversas áreas de las matemáticas. Se considera un geómetra en un sentido muy amplio de la palabra. 
Creó el concepto de grupo hiperbólico en la teoría geométrica de grupos; y son destacables sus aportaciones en topología simpléctica, donde presentó curvas pseudoholomórficas, y en geometría riemanniana. Su obra, sin embargo, se ha desarrollado en el análisis y el álgebra, cuando los problemas consienten una formulación geométrica. Por ejemplo, su principio h en relaciones diferenciales es la base de una teoría geométrica de ecuaciones diferenciales parciales. 
Mijaíl Grómov se doctoró en Leningrado (1973), donde fue alumno de Vladímir Abrámovich Rojlin. En la actualidad, es miembro permanente del IHÉS, y profesor Jay Gould de Matemáticas en la Universidad de Nueva York.

## Premios
- Premio de la Sociedad de Matemática de Moscú en 1971.
- Premio Oswald Veblen en Geometría de la (AMS) en 1981.
- Premio Elie Cartan de l'Academie des Sciences de Paris en 1984.
- Premio de l'Union des Assurances de Paris en 1989.
- Premio Leroy Steele (AMS) en 1997.
- Premio Wolf en Matemáticas en 1993.
- Medalla Lobachevski en 1997.
- Premio Balzan en matemática en 1999.
- Premio Kioto en ciencias matemáticas en 2002.
- Premio Nemmers en Matemáticas en 2004.
- Premio Bolyai en 2005.
- Premio Abel en 2009.[1]